# MacBook Air
El MacBook Air és una línia d'ordinadors portàtils Mac desenvolupats i fabricats per Apple des del 2008. Presenta una estructura prima i lleugera en una carcassa d'alumini mecanitzat i actualment té una pantalla de 13 o 15 polzades. Els preus més baixos del MacBook Air en relació amb el MacBook Pro, més gran i de major rendiment, l'han convertit en el portàtil bàsic d'Apple des que la línia MacBook original es va descontinuar el 2012.
Un ultraportàtil premium amb un teclat de mida completa, el MacBook Air no té una unitat de disc òptic ni diversos ports d'interfície que eren habituals en els portàtils més grans. Va crear una categoria de portàtils que va passar a ser coneguda com a ultrabook.

## Silici d'Intel

### Monocasc (2008–2009)
Steve Jobs va presentar el MacBook Air durant el discurs inaugural d'Apple a la conferència Macworld de 2008, el 15 de gener de 2008.

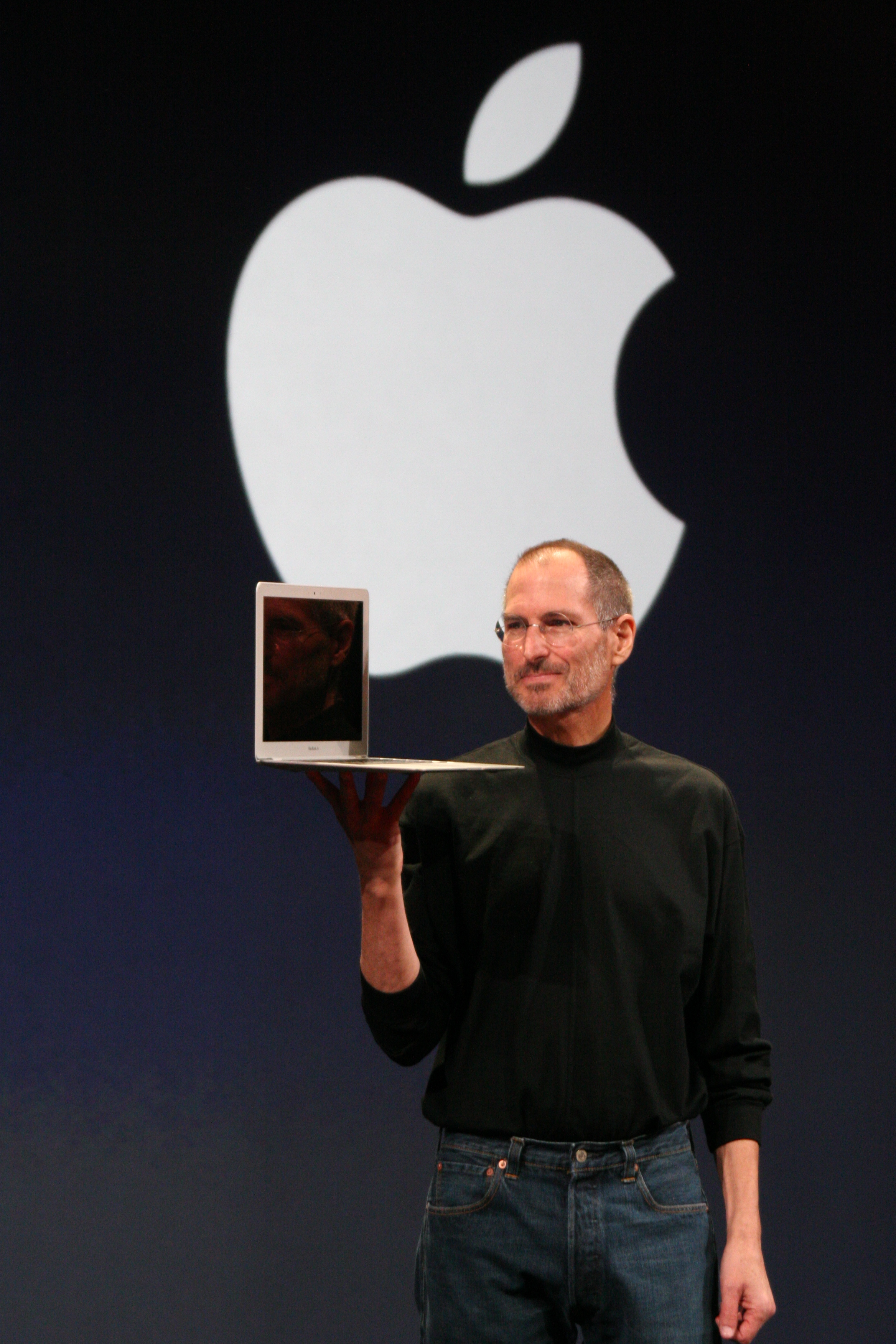
Steve Jobs mostrant el primer MacBook Air en un discurs inaugural d'Apple el 2008

El primer MacBook Air era un model de 13,3 polzades, inicialment promocionat com el portàtil més prim del món amb 1.9 cm (0,75 ( un rècord anterior, el Toshiba Portege R200 del 2005, era 1.98 cm (0,78 polzades) d'alt). Comptava amb una CPU Intel Merom i una GPU Intel GMA personalitzades que eren un 40% més petites que el paquet de xips estàndard. També comptava amb una pantalla a color TN de 6 bits amb retroil·luminació LED antireflexos, un teclat de mida completa i un trackpad gran que responia a gestos multitàctils com ara pessigar, lliscar i girar.

### Carcassa unibody cònica (2010–2017)

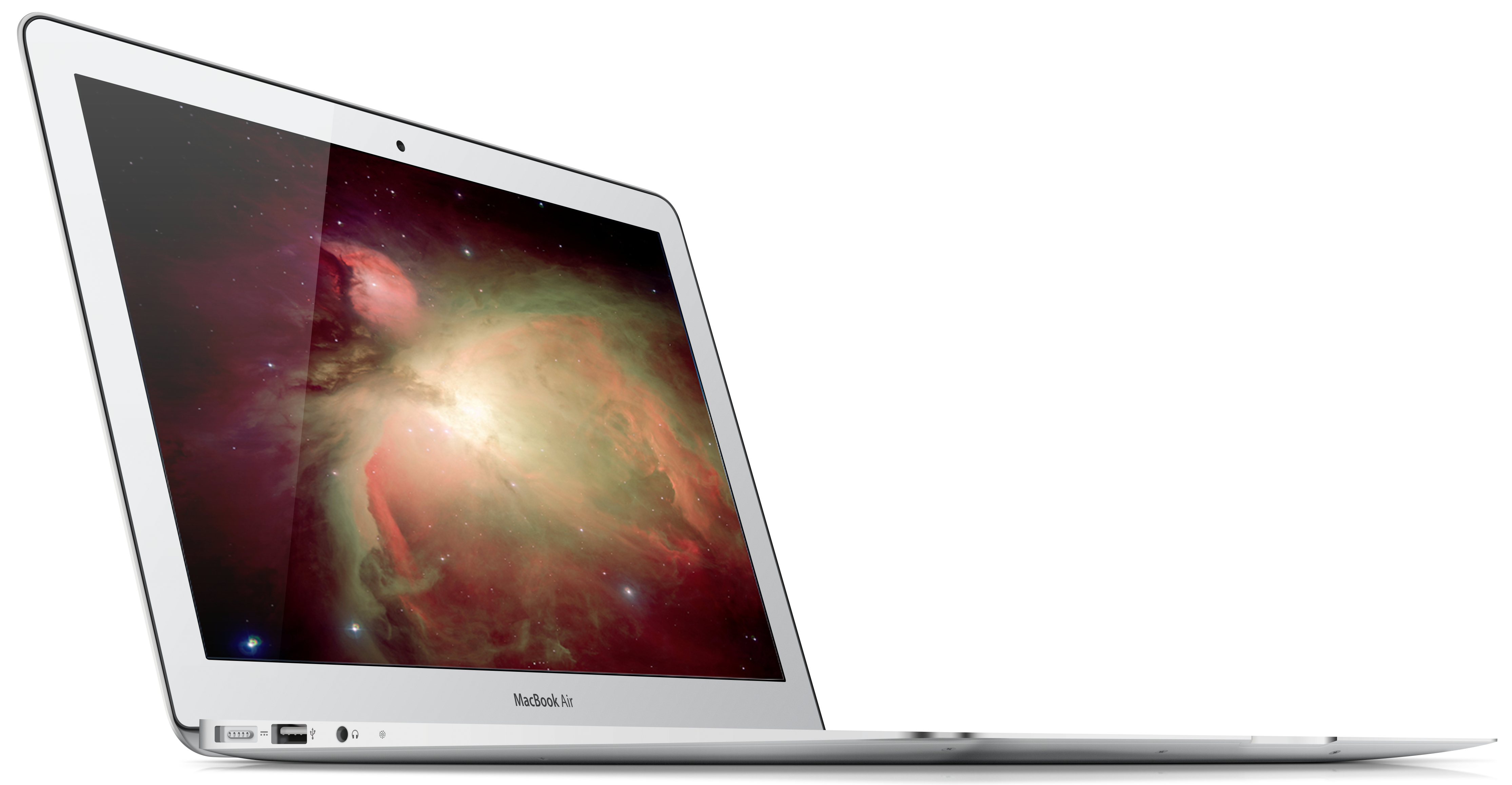
Costat esquerre d'un MacBook Air (mitjans del 2012). D'esquerra a dreta, connector d'alimentació MagSafe 2, port USB, presa per a auriculars i micròfon integrat.

El 20 d'octubre de 2010, Apple va llançar un model redissenyat de 13,3 polzades amb una carcassa cònica, una resolució de pantalla més alta, una bateria millorada, un segon port USB, altaveus estèreo i emmagatzematge d'estat sòlid estàndard. Es va introduir un model d'11,6 polzades, que oferia un cost, pes, durada de la bateria i rendiment reduïts en relació amb el model de 13,3 polzades, però un millor rendiment que els netbooks típics de l'època. Tant els models d'11 polzades com els de 13 polzades tenien una sortida d'àudio analògica/minijack per a auriculars que admetien auriculars Apple amb micròfon. El model de 13 polzades va rebre una ranura per a targetes SD compatible amb SDXC. L'emmagatzematge d'estat sòlid es va fer estàndard i les revisions posteriors van afegir processadors Intel Core i5 o i7 i Thunderbolt.

### Retina (2018–2020)

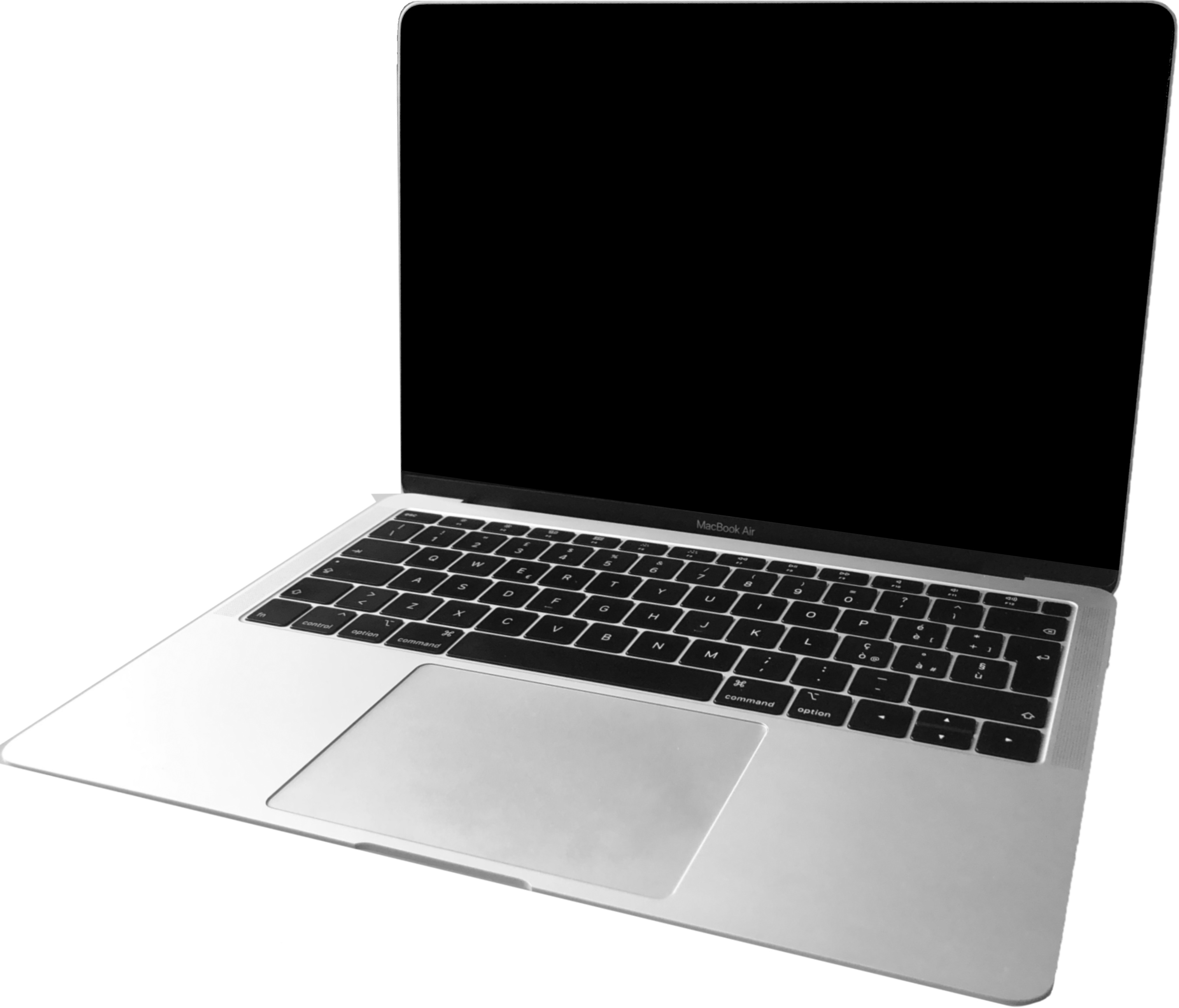
MacBook Air amb Retina (2018)

El 30 d'octubre de 2018, Apple va llançar un nou MacBook Air amb processadors Amber Lake, una pantalla Retina de 13,3 polzades amb una resolució de 2560 × 1600 píxels, Touch ID i dos ports combinats USB-C 3.1 Gen 2/Thunderbolt 3 més un connector d'àudio. La pantalla mostra un 48% més de color i els bisells són un 50% més estrets que els de la generació anterior i ocupen un 17% menys de volum. El gruix es va reduir a 15,6 mm i el pes a 1,25 quilograms. Estava disponible en tres acabats: platejat, gris espacial i daurat. A diferència de la generació anterior, aquest model no es podia configurar amb un processador Intel Core i7.

## Silici d'Apple

### M1 (2020–2024)
El 10 de novembre de 2020, Apple va anunciar el MacBook Air amb un processador M1 dissenyat per Apple, llançat juntament amb un Mac Mini actualitzat i un MacBook Pro de 13 polzades com els primers Mac amb la nova línia de processadors de silici d'Apple basats en ARM. El dispositiu incorpora un disseny sense ventilador, el primer en un MacBook Air. També afegeix compatibilitat amb Wi-Fi 6, USB4/Thunderbolt 3 i Wide color (P3). El MacBook Air M1 només pot executar una pantalla externa, a diferència del model anterior basat en Intel que era capaç d'executar dues pantalles 4K. La càmera FaceTime continua sent de 720p, però Apple anuncia un processador de senyal d'imatge millorat per a un vídeo de més qualitat.

### M2 i posteriors (2022-present)

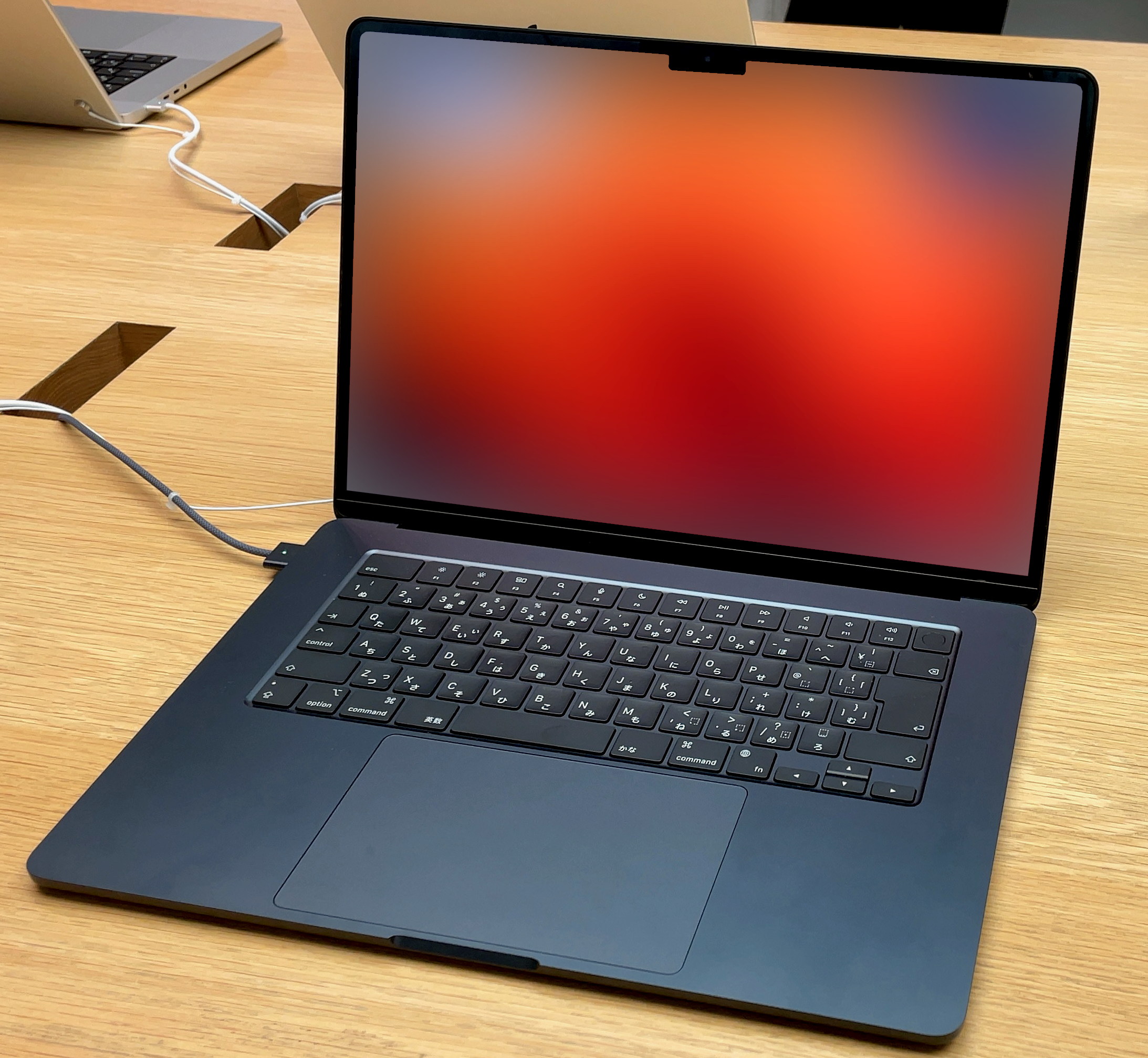
Un MacBook Air (15 polzades, M2, 2023) amb macOS Ventura

El 6 de juny de 2022, durant la Conferència Mundial de Desenvolupadors (WWDC) de 2022, Apple va anunciar el seu processador de segona generació, anomenat M2, amb un rendiment millorat en comparació amb l'anterior processador M1. El primer ordinador a rebre aquest nou xip va ser un MacBook Air radicalment redissenyat.
El darrer MacBook Air es va redissenyar el 2022, deixant de banda la carcassa cònica per adaptar-se als models més recents de MacBook Pro, i es va actualitzar al processador M2. El nou model va rebre una pantalla més gran de 13,6 polzades i va recuperar MagSafe, ara la tercera versió dels ports magnètics per a carregadors d'ordinadors portàtils d'Apple.

## Sistemes operatius compatibles

### macOS
macOS Sequoia, la versió actual de macOS, funcionarà amb Wi-Fi i acceleració gràfica en ordinadors MacBook Air no compatibles (excepte els models del 2018 i el 2019) amb una utilitat de pegats de tercers compatible.
Actualment no es poden actualitzar els models MacBook Air del 2018 i del 2019 a causa d'un problema amb el xip de seguretat T2 que els impedeix executar macOS Sequoia.